# Kogaricha
Kogaricha (ros. Когариха) – wieś w Rosji, w rejonie charowskim obwodu wołogodzkiego. W 2010 r. liczyła 24 mieszkańców.